# أندرو لابثورني
أندرو لابثورني (بالإنجليزية: Andrew Lapthorne)‏ مواليد 11 أكتوبر 1990 في ميدلسكس، هو لاعب تنس كراسي متحركة بريطاني بدأ مسيرته كمحترف سنة 2005 ويحتل حالياً المرتبة رقم 3 . سبق أن كان المصنف الأول عالمياً. أعلى تصنيف له في الزوجي كان المركز الـ 1 في سنة 2011.

## الميداليات
| الميدالية | المسابقة                   |
| --------- | -------------------------- |
| فضية      | ألعاب بارالمبية صيفية 2012 |

## روابط خارجية
- أندرو لابثورني على موقع الاتحاد الدولي لكرة المضرب (الإنجليزية)
- أندرو لابثورني على موقع Paralympic.org (الإنجليزية)
- أندرو لابثورني على موقع اللجنة البارالمبية البريطانية (الإنجليزية)